# Nobara Linux
Nobara Linux ist eine Fedora-basierte angepasste Linux-Distribution, die sich speziell an Gamer, Content-Creator und Linux-Einsteiger richtet. Das Nobara-Projekt wurde 2019 von Thomas Crider, Software Maintenance Engineer bei Red Hat und auch bekannt unter seinem Pseudonym „GloriousEggroll“, ins Leben gerufen.

## Besonderheit
Dass Nobara Linux nicht bloß eine Variante von Fedora ist, verdeutlichen die zahlreichen Anpassungen. So nutzt Nobara Linux zwar die Fedora-Repositories, bringt aber zusätzlich ein eigenes Repository mit, das u. a. die zum Spielen nötigen angepassten Wine- und Proton-Pakete enthält, sowie OBS Studio oder Discord.
Im Besonderen verwendet die Distribution einen optimierten Linux-Kernel, so sind die zahlreichen Patches speziell an Gamer gerichtete Verbesserungen.
Als Gaming-Betriebssystem richtet Nobara Linux proprietäre Software, wie die Grafik-Treiber von Nvidia oder diverse Codecs, automatisch ein, ist aber ansonsten minimal mit vorinstallierten Anwendungsprogrammen belastet. Beispielsweise fehlt ein E-Mail-Client, der jedoch bei Bedarf schnell nachinstalliert ist.
Das Betriebssystem ist grundsätzlich auf Deutsch lokalisiert, allerdings ist der Willkommens-Dialog zur Einrichtung nach der Installation nur in englischer Sprache verfügbar.